# 埃普索姆 (印地安納州)
埃普索姆（英語：Epsom）是位於美國印地安納州戴維斯縣的一個非建制地區。該地的面積和人口皆未知。

## 地理
埃普索姆的座標為38°47′07″N 87°03′47″W / 38.78528°N 87.06306°W，而該地的平均海拔高度為155米（即509英尺）。